# Karl Heinrich Dzondi

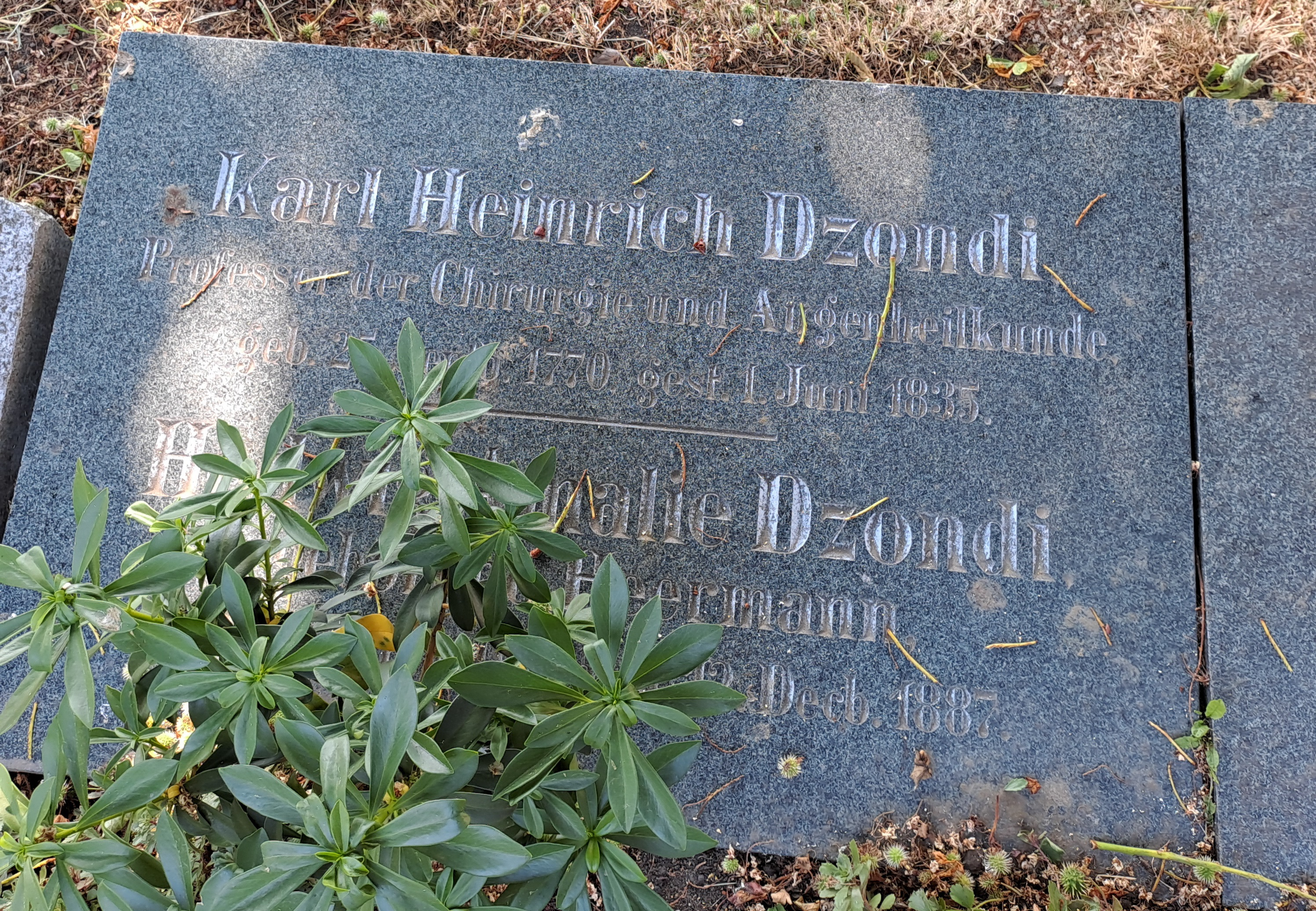
Grabstätte von Karl Heinrich Dzondi auf dem Laurentiusfriedhof Halle

Karl Heinrich Dzondi (auch: Schundenius; * 25. September 1770 in Oberwinkel; † 1. Juni 1835 in Halle (Saale)) war ein deutscher Mediziner.

## Leben
Dzondi hatte anfänglich sich theologischen Studien zugewendet und fand am 30. April 1799 als Magister der Philosophie an der Universität Wittenberg Aufnahme. Dort erwarb er sich am 5. Juni 1799 den Magister Legens und wurde schon am 12. Juni 1799 Adjunkt an der philosophischen Fakultät. Er ging dann medizinischen Studien nach und wechselte an die Universität Würzburg und die Universität Wien, wo er sich vor allem auf die Geburtshilfe und Augenheilkunde konzentrierte.
Nachdem er 1804 erneut nach Sachsen zurückgekehrt war, wurde er auf öffentliche Kosten an verschiedene Anstalten der Geburtshilfe im Ausland entsendet, kehrte 1807 als außerordentlicher Professor der Geburtshilfe nach Wittenberg zurück und wurde dort Direktor der Wittenberger Anstalt für Geburtshilfe. 1811 erhielt er einen Ruf an die Universität Halle als ordentlicher Professor und Direktor der chirurgischen Klinik.
Da er sich 1813 verdächtig gemacht hatte, mit den Franzosen zu sympathisieren, wurde er aus seinem Amt entlassen. Daraufhin gründete er in Halle eine chirurgische Privatklinik, in welcher er Vorlesungen hielt und in der er großen Zulauf hatte. Trotz einer Berufung an die Universität Greifswald verblieb er weiter bis zu seinem Lebensende in Halle und unternahm gelegentlich wissenschaftliche Reisen. Er war Mitglied der Hallenser Freimaurerloge Zu den drei Degen.
Dzondis letzte Ruhestätte befindet sich auf dem hallischen Laurentiuskirchhof.

## Werkauswahl

### In deutscher Sprache
- Ueber Verbrennungen […]. 1816.
- Die Hautschlacke oder Skorischer Entzündungsreiz: Quell der meisten krankhaften Störungen des Organismus (Separatdruck aus Aeskulap, Band 1). Barth, Leipzig 1822. Google Books (BSB München).
- Lehrbuch der Chirurgie: bestimmt zu akademischen Vorlesungen und zum Selbstunterricht für Aerzte und Wundärzte. Halle : Hemmerde und Schwetschke 1824 Google Books (BSB München), Google Books (UB Gent), ÖNB Wien
- Vorwort zu: Barth, Christian-Heinrich-Wilhelm. Mehrjährige sorgfältig angestellte Beobachtungen über den Gesichtsschmerz. Leipzig : Friedrich Ludwig Herbig ; 1825 ÖNB Wien
- Über Verbrennungen und das einzige, sichere Mittel, sie in jedem Grade sicher und schnell zu heilen. 2. mit Zusätzen versehene Aufl. Halle : Hemmerde und Schwetschke 1825 ÖNB Wien = Google Books, Google Books (British Library)
- Neue zuverlässige Heilart der Lustseuche in allen ihren Formen. Halle : in Comm. bei Hemmerde und Schwetschke 1827 Google Books (BSB München), ÖNB Wien = Google Books
  - ital. Übersetzung durch Pietro Lichtenthal = Nuovo e sicuro metodo di guarire la sifilide in tutte le sue forme. Aggiuntivi altri metodi curativi antisifilitici. Milano : Pirola 1834 ÖNB Wien, Google Books (British Library), 2. Aufl. = ÖNB Wien = Google Books
- Was ist häutige Bräune? und wie kann das kindliche Alter dagegen geschützt und am schnellsten davon geheilt werden. Halle : in Comm. bei Hemmerde und Schwetschke 1827 Google Books (British Library)
- Was ist Rheumatismus und Gicht, und wie kann man sich dagegen schützen. Halle : in Comm. bei Schwetschke 1829 Google Books (British Library)
- Die Funktionen des weichen Gaumens beim Athmen, Sprechen, Singen, Schlingen, Erbrechen u.s.w. Halle : Schwetschke 1831 ÖNB Wien = Google Books
- Wie kann man das freiwillige Hinken in seinem Entstehen erkennen und ohne Anwendung des Glüheisens beseitigen und heilen. Halle : Schwetschke 1833 ÖNB Wien = Google Books
- Neue zuverlässige Heilart der Lustseuche in allen ihren Formen. 2. verb. Aufl. Halle : Schwetschke 1832 Google Books (British Library)
- Die Augenheilkunde für Jedermann. Halle : Schulze & Rein 1835 Google Books (British Library)

### Zeitschrift
- Humana : eine Zeitschrift für Menschenkunde und Menschenwohl, 1.Abtheilung, Inneres des Menschen / hrsg. von Karl Heinrich Dzondi. Halle : Anton 1.1833 - 2.1834 = Nr. 1-68; damit Ersch. eingest.
  - 1.1833, Nr. 1-23 BSB München = Google Books
- Humana : eine Zeitschrift für Menschenkunde und Menschenwohl, 2. Abtheilung, Äußeres des Menschen / hrsg. von Karl Heinrich Dzondi. Halle : Anton 1.1833 - 2.1834 = Nr. 1-68; damit Ersch. eingest.
  - 1.1833, Nr. 1-23 BSB München = Google Books

### In lateinischer Sprache
- De colligendo, conservando, disponendo et inspiciendo museo anatomico-pathologico. Commentatio anatomico-pathologica. Barth, Leipzig 1825. Google Books (British Library)
- De faciliori ac tutiori lithotomiae instituendae calculique eximendi methodo. Halle 1829.
- Halis Saxonum. Halle 1827
- Summos In Medicina Et chirurgia Honores Viro Praenobilissimo Et Doctissimo Isaaco Petro Larpent ... Medicinae Candidato Et Practico Hafniae Postquam Dissertationem De Vi Cutis Absorbente Publico Examini Subiecerat Die XX. Mens. Octobr. MDCCCXXVII Solenni Ritu Collatos Indicit. Inest: Pathologiae systematis pituitarii brevis Adumbratio.